# Tephritis vespertina
Espèce
Synonymes
- Trypeta vespertina Loew, 1844
- Tephritis apicalis Becker, 1907
- Tephritis vespertina f. dajtica Dirlbek & Dirlbek, 1966

Tephritis vespertina est un diptère de la famille Tephritidae et du genre Tephritis. Le corps de l'adulte est long de 4,5 à 5 mm. La larve se développe au sein des capitules de la Porcelle enracinée et du Salsifis des prés dont elle se nourrit des graines.
Tephritis vespertina est présente en Europe (de la façade atlantique jusqu'à la Pologne et la Grèce) et en Afrique du Nord. En France, cette espèce, courante et trivoltine, vole en février, de mai à août et en novembre, sur les bords des chemins ainsi que dans les pâturages, prairies et champs. L'adulte est visible sur les Pins, les Genévriers et les Euphorbes.

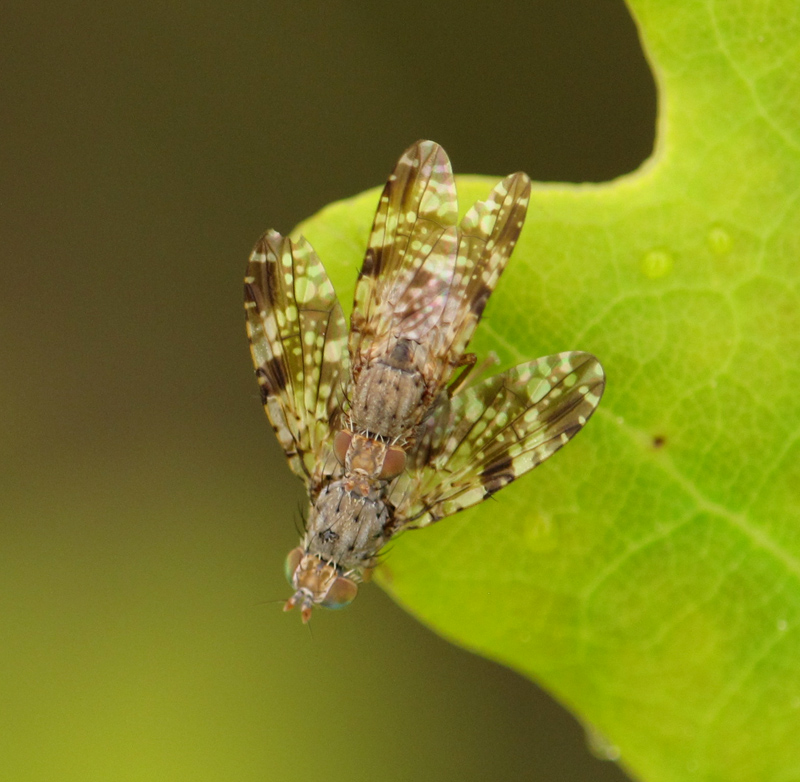
Accouplement (Pays-Bas)
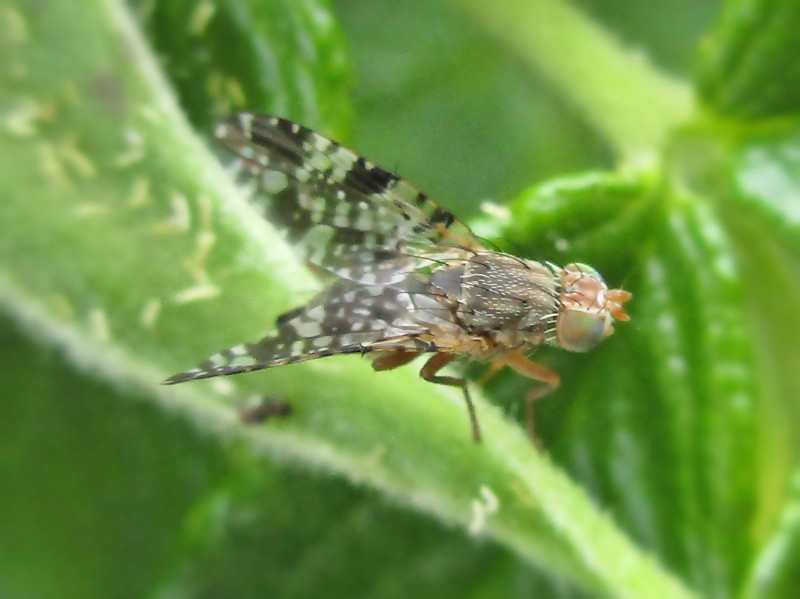
Femelle (Pays-Bas)
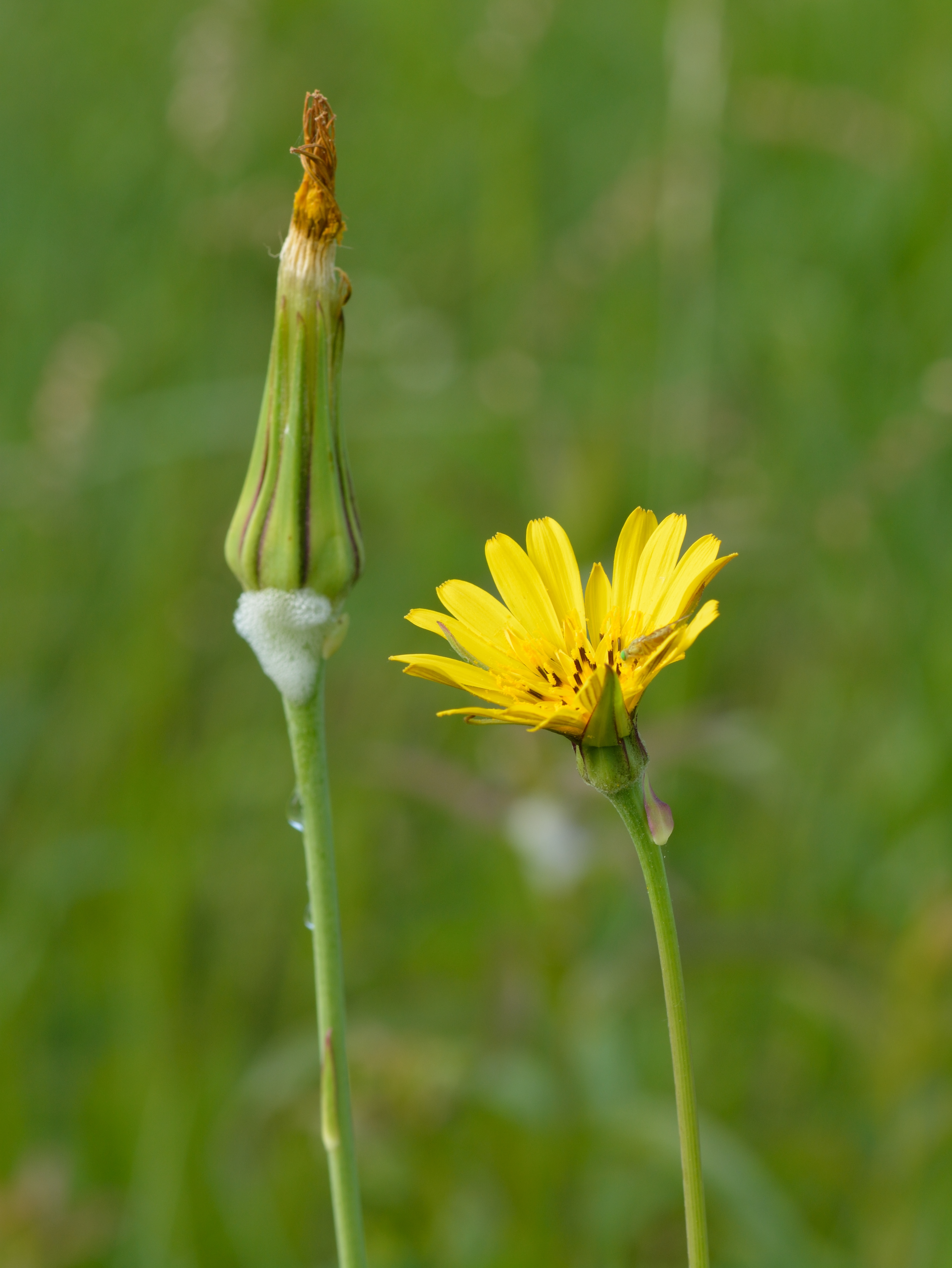
Salsifis des prés, plante hôte de la larve
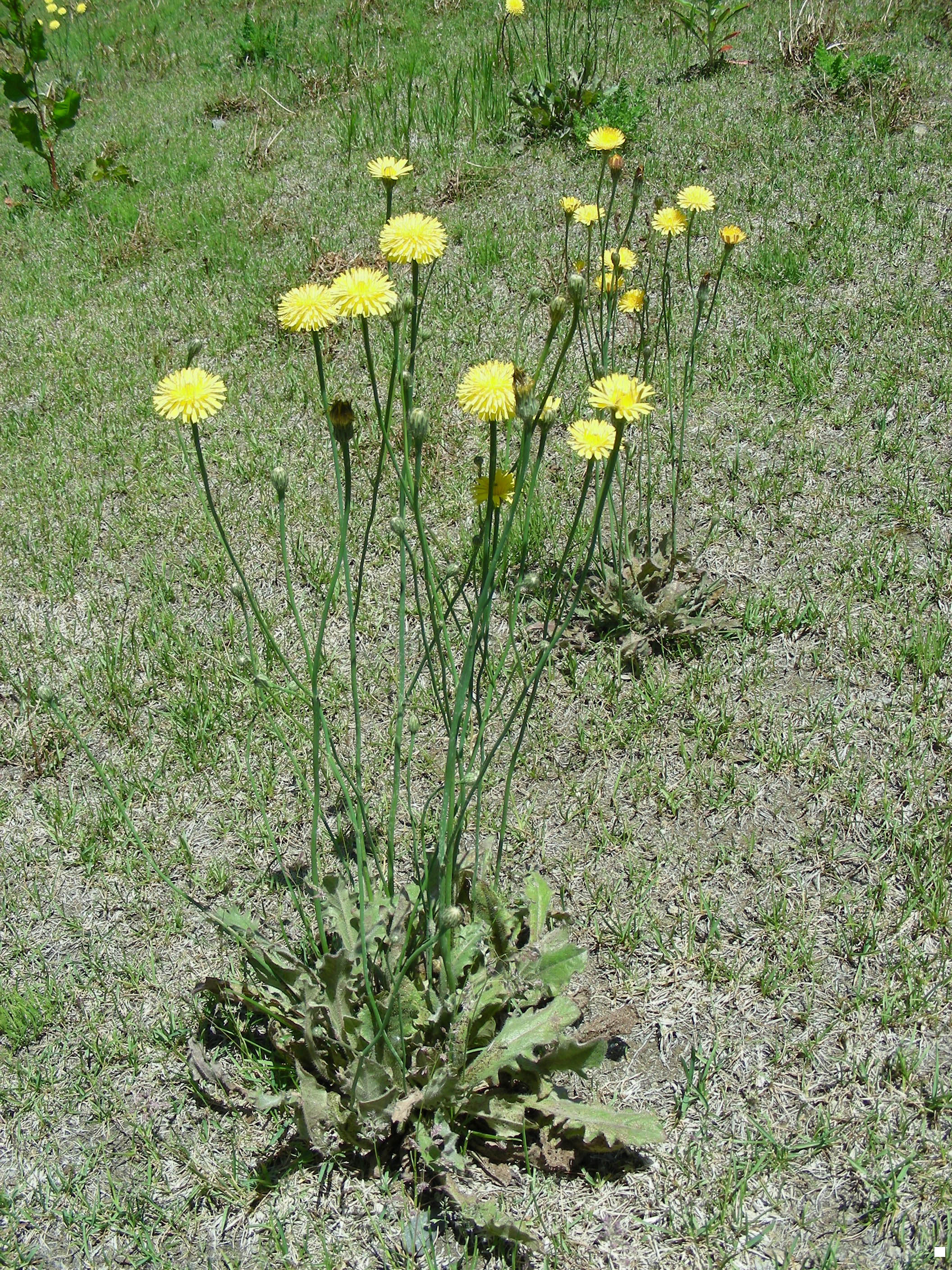
Porcelle enracinée, plante hôte de la larve